# Попеску, Думитру (1893)
Думитру Т. Попеску (11 октября 1893 — 24 июня 1979) — румынский военный деятель, дивизионный генерал (1946). Участник Первой мировой войны и Второй мировой войны на Восточном фронте. Командир 9-й румынской кавалерийской дивизии при обороне Крыма в 1944 году.

## Биография
Родился  11 октября 1893 года. 
Участник Первой мировой войны. Подполковник (01.01.1934), полковник (01.06.1938).
Участник Второй мировой войны на Восточном фронте. В 1941 и по 5 октября 1942 - командир 5-го кавалерийского полка рошиоров. 21.12.1941 -заместитель командира 6-й кавалерийской бригады. 3.11.1942 – 3.04.1943  - командующий 5-й кавалерийской дивизией. 
После соединения западнее Сталинграда советских фронтов 23 ноября 1942 года в котле окружения вместе с немцами оказались и румынские части — 20-я пехотная и 1-я кавалерийская дивизии. Оставшиеся части 4-й армии — 6-й АК и кавалерийская группа Д. Попеску (5-я, 8-я кд) приняли участие в операции «Зимняя гроза», целью которой было выведение из окружения 6-й армии Фридриха Паулюса в районе Сталинграда. Части армии были включены в специально созданную немцами армейскую группу «Гот». Румынские войска прикрывали наступающие немецкие танковые и моторизованные подразделения.
3.04.1943 – 10.05.1943 - командующий 1-й кавалерийской дивизией, 10.05.1943 – 31.10.1944 - командующий 9-й кавалерийской дивизией. Оборонял Крым. Бригадный генерал (23 марта 1944). Эвакуировался с войсками из Севастополя. После переворота в Румынии и падения режима Й. Антонеску сохранил свой пост.1.12.1944 – 05.01.1945 -  командующий 1-й кавалерийской дивизией. 05.01.1945 – 20.02.1945 - в распоряжении Военного министерства. 20.02.1945 - начальник  Военного колледжа. 09.08.1946 – 01.09.1947 - в распоряжении  Военного министерства. С 23.08.1946 - дивизионный генерал. С 1.09.1947 в отставке.
Умер 24 июня 1979 года в Бухаресте.